# Светличный, Михаил Петрович (тренер)
Михаил Петрович Светличный (укр. Михайло Петрович Світличний; 1919 — 1985, Харьков) — советский тренер по тяжёлой атлетике и спортивный судья, заслуженный тренер УССР и СССР. Известен как тренер Леонида Жаботинского. Мастер спорта СССР (1956).

## Биография

Мемориальная доска на здании Малого зала бокса на стадионе ХТЗ. Текст (переведен с украинского): В этом помещении во II половине XX века ветераны Великой Отечественной войны: заслуженный тренер СССР по тяжёлой атлетике М. П. Светличный и заслуженный тренер Украины по боксу Б. К. Андреев воспитывали ведущих спортсменов страны, среди которых — двукратный олимпийский чемпион Л. Жаботинский и двукратный чемпион Европы, призёр Чемпионата мира А. Климанов

Родился в 1919 году на территории, которая ныне входит в состав Воронежской области России.
В молодости занимался атлетикой, писал стихи.
В 1940 году призван в Рабоче-крестьянскую Красную армию. Участвовал в советско-финской войне, во время которой получил тяжёлое ранение и лишился почки. Вскоре после начала Великой Отечественной войны ушёл добровольцем на фронт. Во время этой войны получил ещё одно ранение, был контужен.
В 1944 году ушёл в запас. В том же году окончил Государственный дважды орденоносный институт физической культуры имени П. Ф. Лесгафта.
После окончания ВУЗа переехал в Харьков, стал работать тренером по тяжелой атлетике на стадионе тракторного завода, где создал самобытную тяжелоатлетическую школу. Представлял общество «Торпедо».
Среди воспитанников Светличного был будущий двукратный олимпийский чемпион — штангист Леонид Жаботнский (1938—2016). Заслуженный тренер Украинской ССР В. В. Драга, учёные-физкультурники В. Г. Олешко и В. В. Томашевский, а также журналист В. С. Фельдман ставили в заслугу Светличному, то что он воспитал в Жаботинском «всестороннюю искусность», что в дальнейшем существенно повлияло на спортивные его результаты. Сам же Михаил Петрович характеризовался ими как «мудрый и неторопливый в повышении нагрузок тренер».
В 1966 году присвоено почётное звание заслуженный тренер Украинской ССР, а в 1969 году — заслуженный тренер СССР.
Также занимался спортивным судейством, в 1964 году ему было присвоено почётное звание судья всесоюзной категории.
В марте 1977 года на межведомственном чемпионате Украинской ССР по тяжёлой атлетике воспитанник Светличного Яков Могильнер завоевал серебряную медаль в легчайшем весе.
Скончался в 1985 году в Харькове.